# Прагский 58-й пехотный полк
58-й пехотный Прагский полк — пехотная воинская часть Русской императорской армии. В 1831 — 1918 годах входил в состав 15-й пехотной дивизии.
Старшинство — 14 февраля 1831 года. Полковой праздник — 6 декабря.

## История
- 14 февраля 1831 года[1] — сформирован из 3-го батальона Литовского[2] и одного батальона Виленского пехотных полков[3] в составе 2-х батальонов Прагский пехотный полк.
- 16 февраля 1831 года — присоединён 3-й батальон Ряжского пехотного полка.
- 23 февраля 1845 года — присоединён 2-й батальон 51-го егерского полка, полк приведен в состав 6-ти батальонов.
- 16 декабря 1845 года — 2-й и 3-й батальоны отчислены на укомплектование Самурского пехотного полка[4].
- 10 марта 1854 года — образованы 7-й и 8-й батальоны.
- 23 августа 1856 года — 4-й батальон отделён в резервные войска, а 5-8-е батальоны расформированы.
- 25 марта 1857 года — наименован Прагский пехотный генерал-адъютанта графа Лидерса полк.
- 6 апреля 1863 года — из 4-го резервного батальона и бессрочноотпускных 5-го и 6-го батальонов сформирован Прагский резервный пехотный полк (см. 134-й пехотный Феодосийский полк[5]).
- 25 марта 1864 года — наименован 58-й пехотный Прагский генерал-адъютанта графа Лидерса полк.
- 14 февраля 1874 года — 58-й пехотный Прагский полк.

### Боевые походы полка
В 1831 году после своего сформирования полк принял участие в подавлении Польского бунта (восстания) (Прага — предместье Варшавы, отсюда и второе название полка). В дальнейшем полк участвовал в войне на Кавказе (1840—1846), в Венгерской войне 1849 года, в Русско-турецкой войне (1877—1878), в Русско-японской (1904—1905), в Первой мировой войне (Юго-Западный, Румынский фронт).

## Шефы
Шеф или почётный командир:
- 25.03.1857 — 05.02.1874 — генерал-адъютант граф Лидерс, Александр Николаевич

## Командиры
- 25.05.1831 — 10.02.1840 — полковник (с 26.03.1839 генерал-майор) Балицкий, Игнатий Семёнович
- 25.12.1844 — 10.01.1846 — подполковник (с 19.08.1845 полковник) Бельгард, Валериан Александрович
- 10.01.1846 — 03.02.1847 — полковник барон Дистерло, Василий Фёдорович
- 03.02.1847 — 20.01.1850 — подполковник (с 18.10.1847 полковник, с 01.09.1849 генерал-майор) Вранкен, Агафон Карлович
- 20.01.1850 — 14.10.1852 — полковник Кун, Михаил Осипович
- 14.10.1852 — 14.12.1858 — полковник Крузенштерн, Филипп Фридрихович
- 14.12.1858 — 01.01.1863 — полковник Попов, Николай Иванович
- 06.01.1863 — 28.03.1871 — полковник Соколов, Иван Осипович
- 02.04.1871 — 02.02.1873 — полковник Баранов, Александр Евграфович
- 02.02.1873 — 04.08.1878 — полковник Левашёв, Фёдор Никитович
- 13.08.1878 — 28.03.1879 — полковник Чайковский, Митрофан Петрович
- хх.хх.1879 — 24.05.1884 — полковник Альбрехт, Иван Фёдорович
- 15.06.1884 — 23.07.1894 — полковник Свенцицкий, Валериан Иосифович
- 26.07.1894 — 21.11.1897 — полковник Саблин, Иван Алексеевич
- 11.12.1897 — 17.07.1900 — полковник Фок, Александр Викторович
- 09.09.1900 — 01.06.1904 — полковник Пряслов, Михаил Андреевич
- 01.06.1904 — 19.02.1907 — полковник Абаканович, Станислав Константинович
- 19.02.1907 — 11.05.1909 — полковник Нечволодов, Александр Дмитриевич
- 21.06.1909 — 31.01.1915 — полковник Кушакевич, Алексей Ефимович
- 18.03.1915 — 20.08.1915 — полковник Черемисинов, Владимир Михайлович
- 20.08.1915 — 13.03.1917 — полковник Горбов, Иван Иванович
- 31.03.1917 — хх.хх.хххх — полковник Козубек, Павел Иванович

## Боевые отличия
- Георгиевское полковое знамя за поход в Анди 1845 года, за взятие приступом Темешского ущелья во время подавления Венгерского бунта (восстания) 1848—1849 годов и за Севастополь 1854—1855 гг.[1].
- Знаки на головные уборы с надписью: «За Мукден в 1905 году». Пожалованы 8.06.1907 г.

## Знаки различия
| Описание     | Знаки различия по состоянию на 1904—1907 годы.  | Знаки различия по состоянию на 1904—1907 годы.  | Знаки различия по состоянию на 1904—1907 годы. | Знаки различия по состоянию на 1904—1907 годы. | Знаки различия по состоянию на 1904—1907 годы. | Знаки различия по состоянию на 1904—1907 годы. | Знаки различия по состоянию на 1904—1907 годы. | Знаки различия по состоянию на 1904—1907 годы. |
| ------------ | ----------------------------------------------- | ----------------------------------------------- | ---------------------------------------------- | ---------------------------------------------- | ---------------------------------------------- | ---------------------------------------------- | ---------------------------------------------- | ---------------------------------------------- |
| Погоны       | Просьба за изготовлением и перемещеним картину! | Просьба за изготовлением и перемещеним картину! |                                                |                                                |                                                |                                                |                                                |                                                |
| Классный чин | Полковник                                       | Подполко́вник                                    | Капитан                                        | Штабс-капитан                                  | Пору́чик                                        | Подпору́чик                                     | Прапорщик                                      |                                                |
| Группа       | Штаб-офицеры                                    | Штаб-офицеры                                    | Обер-офицеры                                   | Обер-офицеры                                   | Обер-офицеры                                   | Обер-офицеры                                   | Обер-офицеры                                   | Обер-офицеры                                   |

## Известные люди, служившие в полку
- Боровиков, Константин Васильевич — георгиевский кавалер
- Неженцев, Митрофан Осипович — георгиевский кавалер
- Качалов, Владимир Яковлевич — генерал-лейтенант РККА, в 1915—1917 годах воевал в полку командиром роты.
- Столетний, Андрей Корнеевич — георгиевский кавалер.
- М. Г. Лашкевич — коллежский советник, врач, лекарь 51-го Егерского и Прагского полков[7].